# Frank Donga
Kunle Idowu (* 13. října ?), lidově známý jako Frank Donga, je nigerijský herec, komik a fotograf. Proslavil se prostřednictvím webové série The Interview na Ndani TV o nenáročném uchazeči o zaměstnání, za který byl v roce 2015 nominován na cenu pro nejlepšího herce v komedii v Africe Magic Viewers Choice Award. Pokračoval v několika filmech, jako je The Wedding Party (Svatební párty) a její pokračování The Wedding Party 2. Dříve pracoval jako novinář, pracuje také jako fotograf a filmař.
V roce 2022 společně s Philomaine Nanema představil Hello Doc, sérii, která má podpořit imunizaci COVID-19 v Africe.

## Vzdělání
Idowu navštěvoval Ogun State University (nyní Olabisi Onabanjo University), kde získal titul B.Sc v oboru zemědělských věd a také University of Ibadan, kde získal magisterský titul v oboru genetika zvířat. 

## Filmografie
| Rok  | Titul                      | Role            | Poznámky                                                    | Ref           |
| ---- | -------------------------- | --------------- | ----------------------------------------------------------- | ------------- |
| 2016 | Svatební párty             | Harrison, řidič |                                                             |               |
| 2017 | TATU                       |                 |                                                             |               |
| 2017 | Zkoušky v Idahose          | pastor Osas     | Film o životních událostech biskupa Bensona Idahosy         |               |
| 2017 | Mentálně                   | Podobný         |                                                             |               |
| 2017 | Hakkunde                   | Akande          | Vedoucí role Opakuje svou postavu nezaměstnaného absolventa | [ 7 ]         |
| 2017 | OAP                        | Sikiru          |                                                             |               |
| 2017 | Svatební večírek 2         | Harrison        |                                                             |               |
| 2018 | Falz Experience: The Movie |                 |                                                             | [ 8 ]         |
| 2018 | 200 milionů                |                 |                                                             |               |
| 2018 | Sedm a půl rande           | Upřímný         |                                                             |               |
| 2018 | The Washerman              | Baba hospodář   | Film od Etinosa Idemudia                                    |               |
| 2018 | Funke!                     | John            |                                                             | [ 9 ]         |
| 2018 | Rozcestí                   |                 |                                                             |               |
| 2018 | Cizincův Bůh               | Zimní Kunte     |                                                             | [ 10 ] [ 11 ] |
| 2019 | Tři zloději                | Rukevwe         |                                                             | [ 12 ]        |
| 2019 | Je                         |                 |                                                             |               |
| 2020 | Měkká práce                |                 |                                                             |               |
| 2021 | Polykat                    |                 |                                                             |               |
| 2021 | Neúmyslně                  | Hotel Porter    |                                                             |               |
| 2021 | Jedna Lagosská noc         |                 |                                                             |               |

| Rok               | Titul        | Role        | Poznámky                       |
| ----------------- | ------------ | ----------- | ------------------------------ |
| 2013-2015         | Rozhovor     | Frank Donga | Web seriál na Ndani TV         |
| 2016 – současnost | Bota         | Frank Donga | S Denrele Edun na EbonyLife TV |
| 2017              | Spolubydlící | Dede Malik  |                                |
| 2017              | Byt          | Jeffe       |                                |

## Ceny a nominace

### Awards Africa Magic Viewers' Choice Awards
- 2015 	Kunle Idowu/The Interview (web series) 	Best Actor in a Comedy,	Nominace[13]
- 2018 	Frank Donga/Idahosa Trials 	Best Supporting Actor, Nominace[14]
- 2023 	Kunle Idowu/Unintentional 	Best Actor In A Comedy Drama, Movie Or TV Series, Nominace[15][16]

### Ceny Africké filmové akademie
- 2018 	Frank Donga/Hakkunde 	Best Actor in a Leading Role, 	Nominace[17]

### Festival afrických filmů (TAFF)
- 2018 	Frank Donga 	Best Actor, 	Vítěz[18]